# Burkersdorf (Burgstädt)
Burkersdorf liegt nördlich angrenzend an Burgstädt ca. 18 km nördlich von Chemnitz (Sachsen) zwischen den Flüssen Zwickauer Mulde und Chemnitz. Seit 1. April 1935 ist die ehemalige Gemeinde Ortsteil der Stadt Burgstädt.

## Geschichte
Im 12. Jahrhundert entstanden die heute nach Burgstädt eingemeindeten Waldhufendörfer Burkersdorf, Göppersdorf, Heiersdorf und Mohsdorf. Auf der Höhe, rechts des Brauselochbachs befand sich die Kirche von Burkersdorf. Auf der sich nach Osten erstreckenden Pfarrhufe entstand ein Handelsplatz, der jetzige Marktplatz von Burgstädt, um den sich Handwerker und Händler ansiedelten.
Die erste urkundliche Erwähnung erfolgte 1378 als „zu Burkissdorf vor dem stedil“, wo das „stedil“ nur Burgstädt darstellen kann. Als Namensherkunft wird auf die Personennamen Burghart, Burgwart hingewiesen. Die heutige Schreibweise des Stadtnamens existiert in dieser Weise seit 1822, als man die Ortsnamen von Burkersdorf und Burgstädt klarer voneinander unterschied.
Die Volkszählung von 1880 ergab 2542 Einwohner. Am 1. Oktober 1929 wurde Heiersdorf nach Burkersdorf eingemeindet.

## In Burkersdorf geborene Persönlichkeiten
- Karl Hahn (1892–1980), Maler und Grafiker